# San Diego (Texas)
San Diego es una ciudad ubicada en el condado de Duval en el estado estadounidense de Texas. En el Censo de 2010 tenía una población de 4488 habitantes y una densidad poblacional de 911,53 personas por km².

## Geografía
San Diego se encuentra ubicada en las coordenadas 27°45′39″N 98°14′20″O / 27.76083, -98.23889. Según la Oficina del Censo de los Estados Unidos, San Diego tiene una superficie total de 4,92 km², de la cual 4,92 km² corresponden a tierra firme y 0 km² (0 %) es agua.

## Demografía
Según el censo de 2010, había 4488 personas residiendo en San Diego. La densidad de población era de 911,53 hab./km². De los 4488 habitantes, San Diego estaba compuesto por el 88,93% blancos, el 0,38% eran afroamericanos, el 0,22% eran amerindios, el 0,09% eran asiáticos, el 0% eran isleños del Pacífico, el 8,8% eran de otras razas y el 1,58% pertenecían a dos o más razas. Del total de la población el 94,03% eran hispanos o latinos de cualquier raza.